# Боно
Боно (Bono), справжнє ім'я Пол Девід Г'юсон (10 травня 1960 , Дублін, Ірландія ) — ірландський рок-музикант, вокаліст рок-гурту «U2», в якому іноді грає також партії ритм-гітари і губної гармоніки. Окрім музичної діяльності, Боно відомий своєю гуманітарною активністю в Африці і своїми стараннями сприяти списанню боргів бідних країн третього світу. Був посвячений у лицарі в 2007 році.

## Біографія

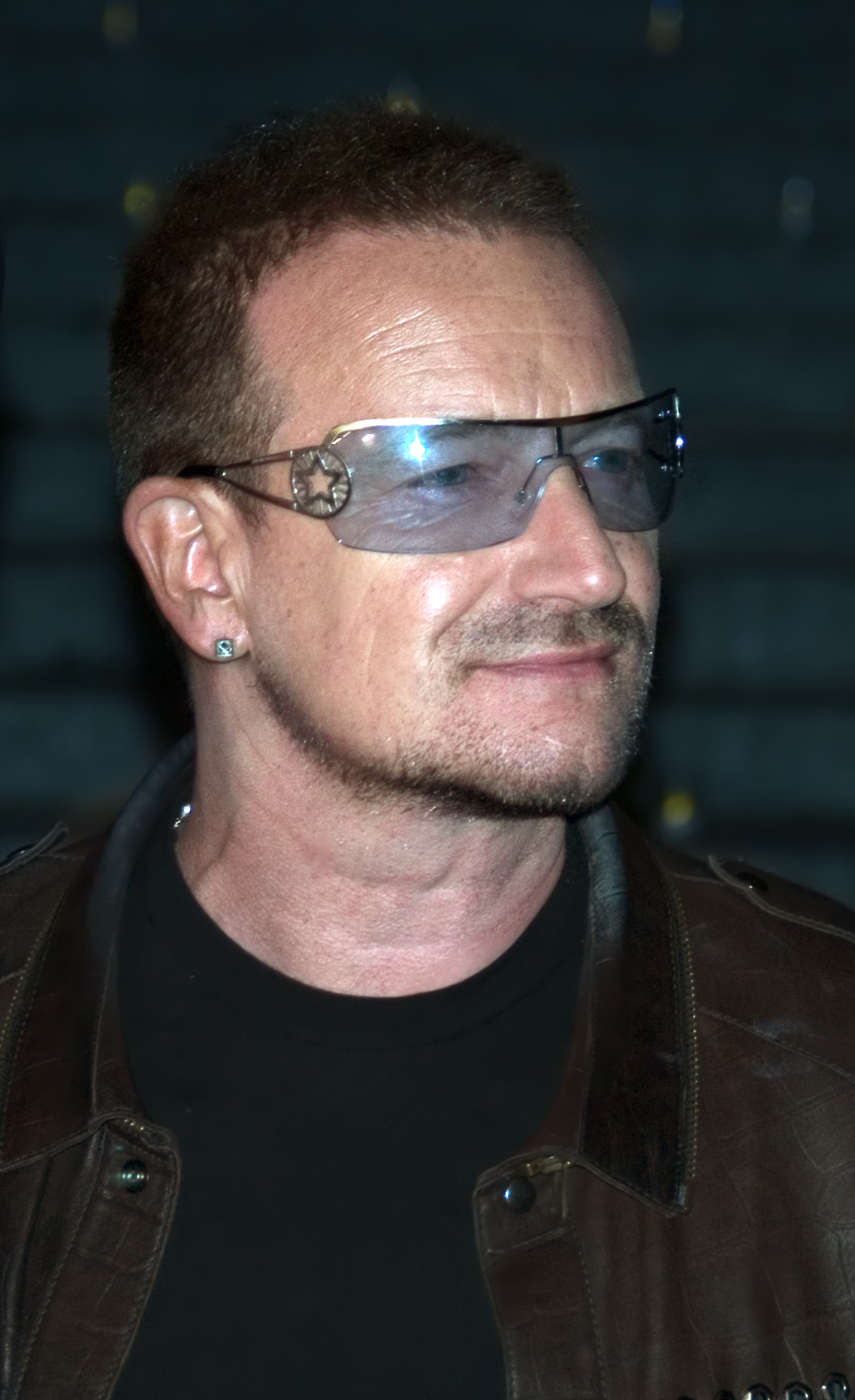
Боно у 2009 на Фестивалі Трайбека

Народився музикант 10 травня 1960 року в Дубліні в сім'ї поштаря Брендана Роберта та домогосподарки Айріс Ранкін. У цей час у них уже був старший син — Норман. З дитинства Пол демонстрував свою балакучість і навіженість, через що й отримав прізвисько «Антихрист».
Після смерті дідуся і матері некерованість підлітка тільки зросла. За хуліганство та неналежну поведінку хлопчика вигнали зі школи при церкві Святого Патрика. Батько перевів його в державну середню школу Mount Temple, де Пол отримав перші навички гри на гітарі і співу, беручи участь у театральних постановках школи.
1977 року в Дубліні Боно (вокал), Девід Еванс («Едж», гітара), Адам Клейтон (бас), Лоренс Маллен (ударні), всі — учні однієї школи, — заснували свій гурт «U2». Дебютний концерт новонародженої групи виявився не дуже успішним, на нього прийшло всього дев'ять чоловік. Однак уже в березні 1978 року, через рік після заснування U2, на музичному конкурсі юних талантів у Лімерику хлопці здобули головний приз: 500 фунтів стерлінгів і право на запис альбому в професійній студії. Там групу помітив журналіст Пол Макгінесс, який згодом став її менеджером.
Середина і кінець 80-х ознаменувалися для U2 новими досягненнями. У 1988 музиканти здобули 2 нагороди «Греммі». Альбом «War», що вийшов ще в 1983 році, став однією з найпродаваніших платівок десятиліття.
Музиканти активно співпрацювали з американськими колегами, зокрема, в 1984 році світ почув дует Боно і Боба Ділана, в 1988 — з Роєм Орбінсоном. За роки діяльності в музичному багажі групи накопичилося понад 10 альбомів.
У 2005 році Боно став «Персоною року» за версією журналу The Times, після чого його ім'я було включено до Зали слави рок-н-ролу. І до сьогодні, музикант неодноразово потрапляє до списків найбагатших рок-зірок світу. 7 квітня 2007 року Боно було посвячено в лицарі.
13-ий студійний альбом «Songs of Innocence», що вийшов 2014 року, був цілеспрямовано викладений у вільний доступ для півмільярда користувачів iTunes. До складу альбому увійшла дуже особиста для Боно композиція — пісня «Iris», присвячена його матері. А композиція «Cedarwood Road» — про рідну вулицю Боно, де пройшла велика частина його дитинства.
Крім роботи на музичній сцені Боно проявив себе і як актор. 2000 року він зіграв невелику роль у фільмі «Готель „Мільйон доларів“», а 2007 року у фільмі-мюзиклі «Через Всесвіт» — Доктора Роберта Рілі, характерного персонажа 1960-х, автора книг про трансцендентальне і водія розписного автобуса хіппі.
Для фільму він виконав дві пісні гурту «Beatles» — «I Am the Walrus» і ««Lucy in the Sky with Diamonds»».

## Громадська діяльність

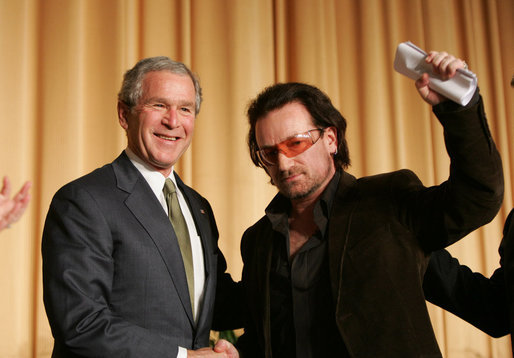
Bono and then-U.S. President George W. Bush in 2006

Боно активно займається громадською і добродійною діяльністю. Особливу увагу він приділяє боротьбі зі СНІДом і підтримці найбідніших країн Африки, зокрема шляхом заклику до прощення зовнішнього боргу цих держав і відкритої торгівлі.

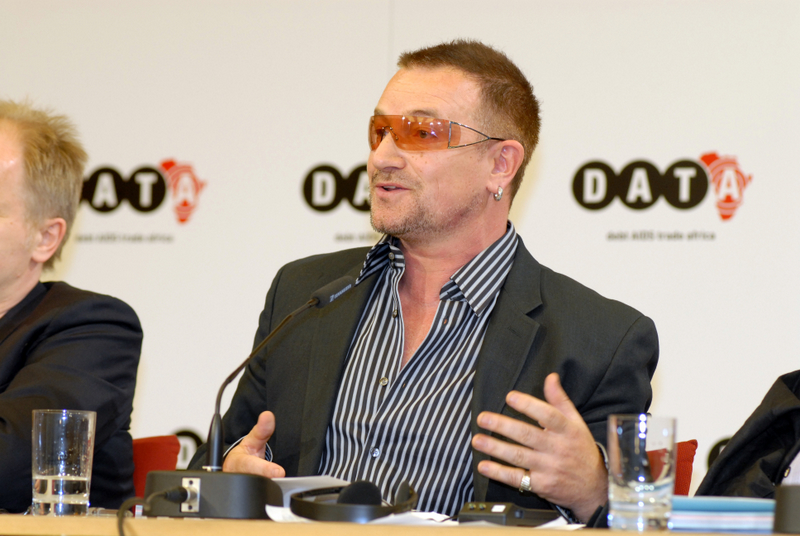
Bono at a 2007 press conference for his NGO DATA

У році ним заснована компанія DATA назва якої розшифровується як Debt AIDS Trade Africa (в перекладі з англійської «борг, СНІД, торгівля, Африка»).

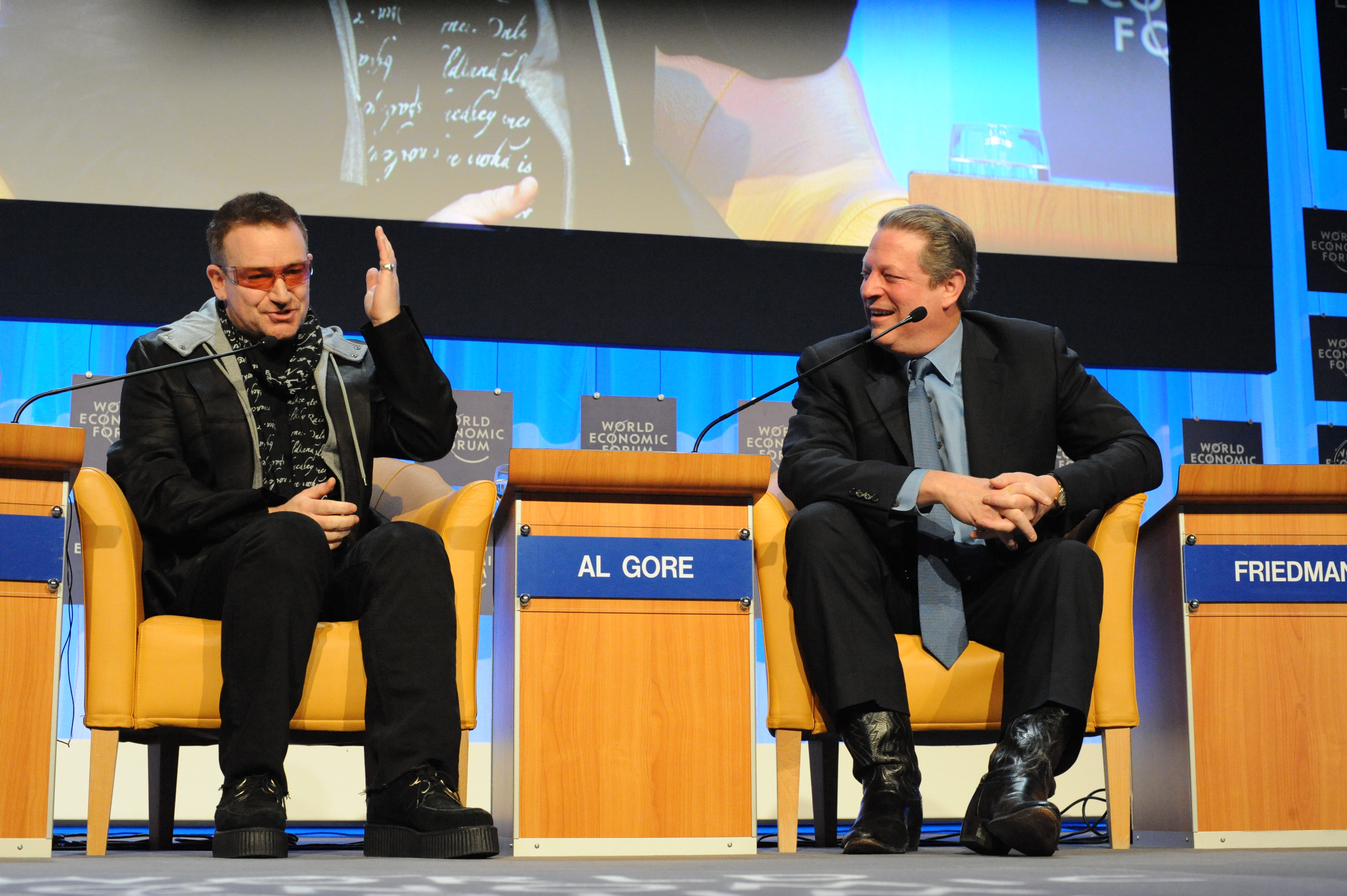
Bono with Al Gore at the 2008 World Economic Forum annual meeting in Davos

У 1993 році Боно зацікавився долею боснійської столиці м. Сараєва, яка знаходилась в облозі сербськими військами і так званими добровольцями. Він тоді оплатив знімання документального фільму Білла Картера і кілька разів проводив прямі включення з пересічними громадянами оточеного військами міста на своїх концертах. Ця співпраця вилилась спочатку в сингл Міс Сараєво (оперну частину пісні виконав Лучано Паваротті), а після закінчення Боснійської війни, 23 вересня 1997 року, гурт U2 на чолі з Боно дав повноцінний концерт на сараєвському стадіоні Кошево. Виступ проходив у дуже складних умовах, його кілька разів могло бути зірвано, але все ж він відбувся.
Завдяки Боно, увага всесвітніх ЗМІ того часу була привернута до сараєвських подій, що допомогло зняти облогу і частково об'єднати роз'єднане війною боснійське суспільство.
У 2005 році Боно став одним з «людей року» журналу Time. У 2006 році він був включений в список кандидатів на отримання Нобелівської премії миру (у список з 191 претендента ввійшов також й інший рок-музикант і громадський діяч Боб Гелдоф).
Як громадський діяч Боно неодноразово зустрічався з лідерами різних держав світу, серед яких президент США Джордж Буш-молодший (2006), президент Франції Ніколя Саркозі (2008) та інші.

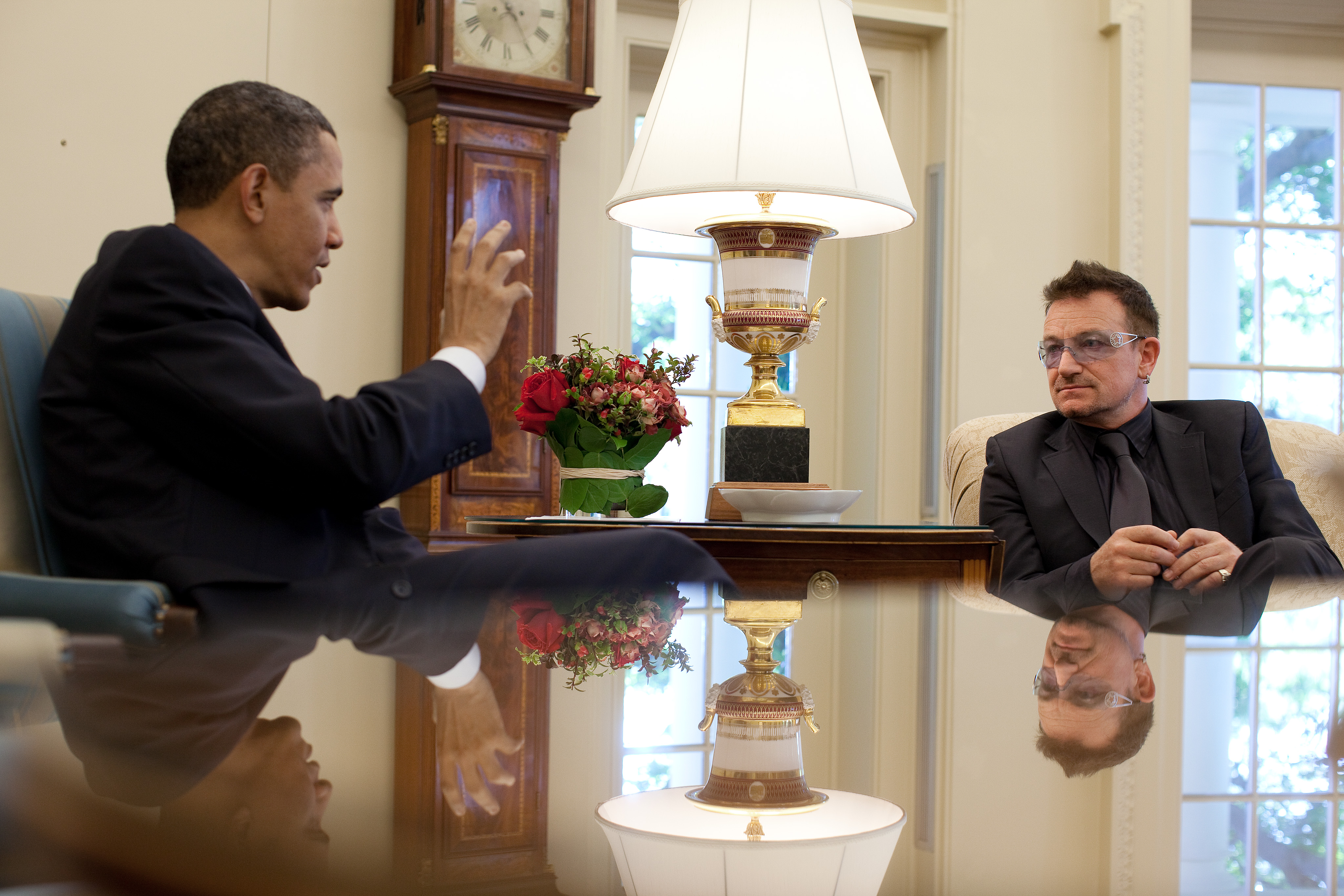
Bono meeting with then-US President Barack Obama in 2010

Громадська діяльність Боно отримала не тільки позитивну оцінку. Іноді вона стикається з критикою й іронічним відношенням. Зокрема, скульптор Франц Сміт створив скульптуру, що зображає Боно у вигляді Ісуса Христа, який не помічає чорношкірої дитини, що лежить біля його ніг. В іронічному ключі поданий персонаж Боно в мультсеріалах «Південний парк» і «Сімпсони».
У 2022 році Боно підтримав спротив України вторгненню Росії. Вірш, написаний Боно про Святого Патріка та російське вторгнення в Україну в 2022 році, був продекламований Ненсі Пелосі на заході в Білому домі до Дня Святого Патріка 17 березня 2022 року. 
На початку квітня Боно та Едж записали акустичне виконання пісні "Walk On" для прямого ефіру Global Citizen Stand Up for Ukraine, який був організований, щоб закликати світових лідерів зібрати кошти для українських біженців. 8 травня 2022 року на знак солідарності з українцями та на запрошення президента України Володимира Зеленського, Боно та The Edge виступили на станції київського метро Хрещатик , яка використовувалася як імпровізоване бомбосховище.
В лютому 2024 року, під час концерту в Лас-Вегасі, розповів зі сцени про загибель Олексія Навального, закликавши глядачів скандувати його ім’я, заявив, що російський президент путін ніколи не називав його по імені. Також Боно закликав США надавати підтримку Україні, так як вони «борються за нашу свободу».

## Нагороди
- Орден «За заслуги» ІІІ ступеня (Україна, 23 серпня 2022) — за значні особисті заслуги у зміцненні міждержавного співробітництва, підтримку державного суверенітету та територіальної цілісності України, вагомий внесок у популяризацію Української держави у світі.[14]